# Macrothemis polyneura
Macrothemis polyneura – gatunek ważki z rodziny ważkowatych (Libellulidae). Występuje na terenie Ameryki Południowej.